# Jerónimo Méndez Arancibia
Jerónimo Segundo Méndez y Arancibia (Chañaral, 25 settembre 1887 – Santiago del Cile, 14 giugno 1959) è stato un medico e politico cileno radicale.
Fu brevemente vicepresidente del Cile dal 25 novembre 1941 al 2 aprile 1942 in seguito alla morte del presidente Pedro Aguirre Cerda.
Laureatosi in Medicina e chirurgia presso l'Università del Cile nel 1914, diresse l'ospedale di Coquimbo dal 1924 al 1944. Tra il 1940 e il 1941 fu eletto senatore in una elezione suppletiva per l'allora circoscrizione senatoriale di Atacama e Coquimbo.
Nominato ministro dell'Interno dal presidente Aguirre Cerda il 10 novembre 1941, assunse la vicepresidenza quindici giorni dopo, quando questi morì di tubercolosi. Come unico compito, Méndez indisse le elezioni presidenziali del febbraio 1942, vinte dal socialista Juan Antonio Ríos.
In seguito fu brevemente ministro della Sanità, previdenza e assistenza sociale sotto il presidente Ríos (1943) e ministro dell'Interno e degli Affari esteri sotto il presidente Gabriel González Videla (1950). L'ospedale di Chañaral porta oggi il suo nome.